# شيم أحمر
شيم أحمر (الاسم العلمي: Caranx ruber) (بالإنجليزية: Bar jack)‏ هو نوع من الأسماك يتبع جنس الشيم من فصيلة الشيميات.